# Осока крепкая
Осо́ка кре́пкая, или Осо́ка подушкови́дная (лат. Carex firma) — травянистое растение рода Осока (Carex), семейства Осоковые (Cyperaceae).

## Ботаническое описание
Растения без ползучих корневищ.

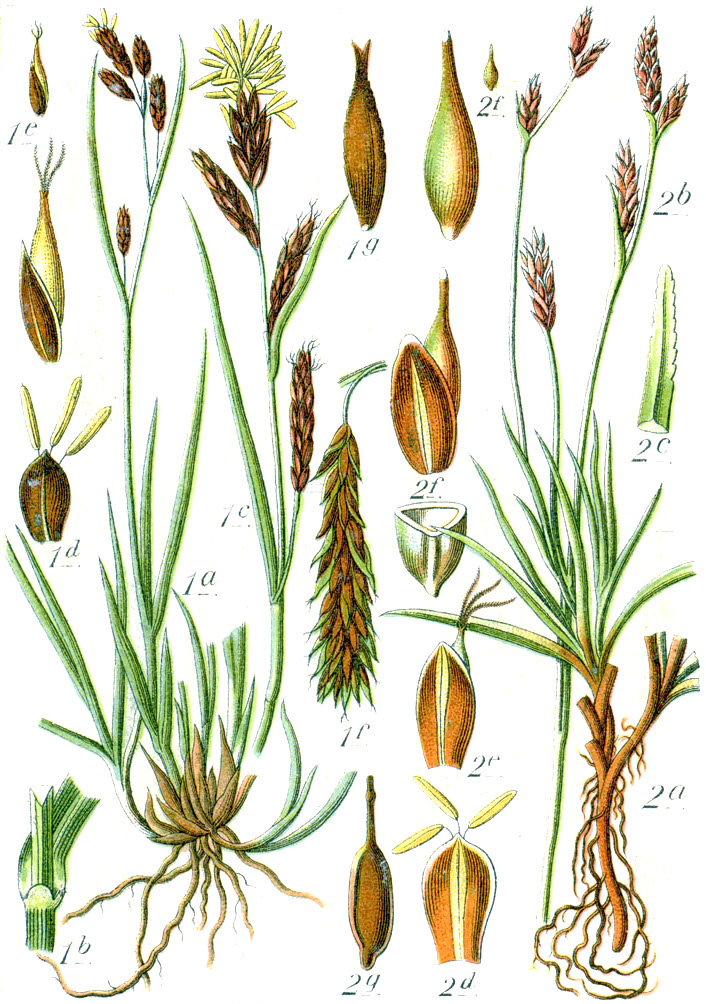
2 — Carex firma

Верхний колосок тычиночный, на короткой, 0,3—1(2) см, ножке; остальные 2—4(5) пестичные, яйцевидные, 0,5—1 см длиной, большей частью многоцветковые, густые, могут быть на длинных ножках, обычно поникающие. Рылец 2(3). Чешуи пестичных колосков острые или туповатые, обычно чёрно-пурпуные или каштановые. Нижний кроющий лист, как правило, с длинным влагалищем и с пластинкой короче соцветия.
Мешочки ланцетовидные, 3,5—4,5 мм длиной, уплощённые или сжато-трёхгранные, перепончатые, голые, зрелые в верхней половине тёмно-пурпурные, с жилками или без них, с удлинённым носиком. Плод часто на карпофоре.
Чмсло хромосом 2n=34 (Dietrich, 1967), 68 (Chater, 1980).
Вид описан из Австрии.

## Распространение
Центральная Европа: Австрия, Чехословакия, Германия, Польша, Швейцария; Южная Европа: Франция, Югославия, Италия, Румыния; Украина: Карпаты (горы Говерла и Чернигора). Возможно произрастание в украинской части Восточных Карпат, так как встречается в Восточных Карпатах на территории Польши и Румынии.
Растёт на каменистых склонах и скалах; в среднем и верхнем поясе гор.